# Geburtsdilemma
Das Geburtsdilemma behandelt die Hypothese einer gegenläufigen evolutionären Entwicklung, dass in der Folge des aufrechten Gangs beim Menschen das weibliche Becken schmaler wurde, während die Schädelgröße von Neugeborenen  wuchs.
Die menschlichen Vorfahren (Hominiden) entwickelten den aufrechten Gang. Dieser könnte erzwungen haben, dass das menschliche Becken im evolutionären Zeitverlauf schmaler und damit der weibliche Geburtskanal enger wurde. Gleichzeitig bildeten unsere Vorfahren während der Embryonalentwicklung größere Gehirne. Die beiden Entwicklungen sind konträr zueinander und erschweren die Geburt. Es resultierte eine hohe Säuglings- und Müttersterblichkeit, was in der Evolutionsgeschichte des Menschen erhebliche Fitnesseinschränkungen bedeutet bzw. einen immensen Selektionsdruck bezüglich Kopfumfang und Beckengröße. Die Hypothese des Geburtsdilemmas erklärt damit mögliche Geburtskomplikationen des modernen Menschen, die die Geburtshilfe Anderer erfordern. Solche Hilfe sei bei unseren nahen Verwandten, den nicht-menschlichen Primaten, nicht nötig. Die englische Bezeichnung für  Geburtsdilemma wurde 1960 erstmals von dem US-amerikanischen Anthropologen  Sherwood L. Washburn verwendet. Die Hypothese über das Geburtsdilemma besagt also, dass es in der Evolution zu gegenläufigem Selektionsdruck kam (schmaleres Becken und großes Gehirn) und dass Constraints verhinderten, dass das Dilemma verringert oder beseitigt werden konnte. Das Problem wird noch dadurch vergrößert, dass das männliche Becken den Geburtsanforderungen nicht genügen muss; es evolvierte ausschließlich für die motorischen Anforderungen des aufrechten Gangs.
Eine Studie von 2015 beschreibt jedoch eine Kovariation zwischen der weiblichen Beckenform bzw. -größe und der Kopfgröße von Neugeborenen. Danach besitzen Frauen mit großem Kopf einen veränderten Geburtskanal, der besser für Neugeborene mit großem Kopf angepasst ist. Kleine Frauen mit erhöhtem Risiko für ein Missverhältnis von Becken der Mutter und Kopf des Babys besitzen einen runderen Eingang ihres Geburtskanals. Dieser ist eher erschwerend bei der Geburt. Das entdeckte Muster der Kovariation von Mutter und Kind trägt zu einer leichteren Geburt bei. Es könnte als adaptive Antwort auf die stark korrelierte Selektion in Folge des Geburtsproblems evolviert sein und damit auf eine genetisch-entwicklungsseitige morphologische Integration hindeuten.